# 2018年平昌オリンピックの閉会式

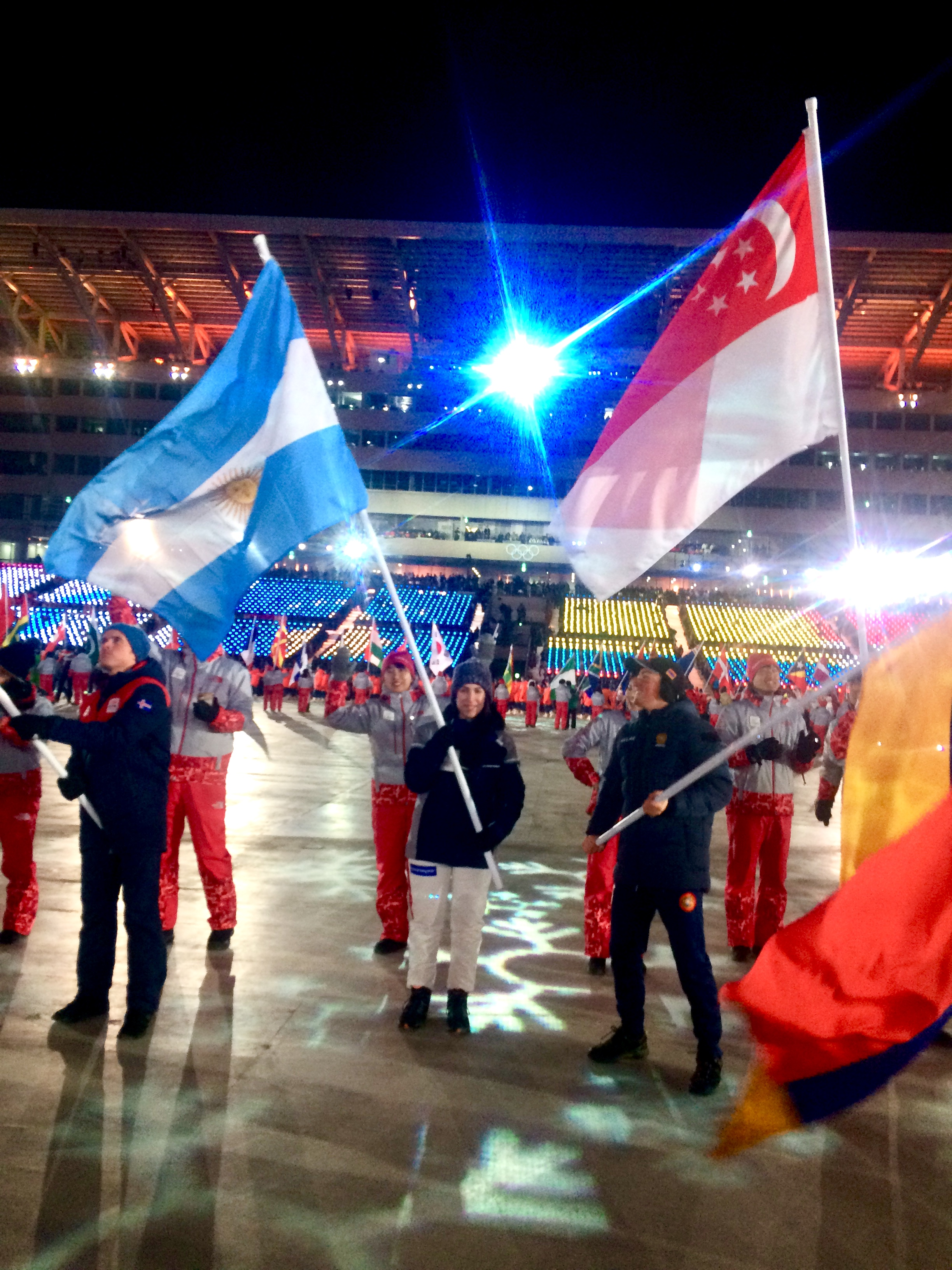
閉会式で国旗を振る人々

2018年平昌オリンピックの閉会式（2018ねんピョンチャンオリンピックのへいかいしき）は、2月25日の20時（現地時間）に、開会式同様平昌オリンピックスタジアムで挙行された。

## アトラクション
閉会式のテーマは「Next Wave」。K-POPアーティストを代表してEXOと元2NE1のCLが出演した。
江原道華川郡出身の地元ギタリストであるヤン・テファンによるヴィヴァルディの四季の演奏、伝統と現代を融合したバンドJambinaiとコムンゴ奏者による合同演奏、イ・ハニが韓国伝統舞踊の春鶯舞を披露した。終盤にはマーティン・ギャリックスによるディスコが形成され、開会式にも登場した幸せを運ぶとされる人面鳥も出現し、閉会式は熱狂のうちに終了した。

## 式典
チャン・サイクと地元小学生の開催国韓国の国歌合唱とともに韓国国旗が掲揚された。
クロスカントリースキー男子50kmフリーと女子30kmクラシカルの表彰式が閉会式のプログラム内で挙行される。その後、オリンピック憲章に従いオリンピック発祥国のギリシャの国歌演奏とともに同国の国旗が掲揚され、オリンピック賛歌が演奏される中でオリンピック旗が降ろされた。

## 五輪旗の引き継ぎ式
次回開催国である中国の国旗が同国国歌「義勇軍進行曲」の演奏と共に掲揚された。
平昌郡守からトーマス・バッハIOC会長を経て、次回開催地の陳吉寧北京市長にオリンピック旗が引き継がれるフラッグハンドオーバーセレモニーが行われた。
2004年アテネオリンピックの閉会式でも、北京のプレゼンテーションを総監督した張芸謀氏が8分間の紹介演技を行った。
プロジェクションマッピングが用いられた。電子音楽やインストルメンタルの歌唱祖国のBGMが流されるなか、北京大会が24回目の冬季五輪であることにちなみ、ジャイアントパンダに扮した2人のダンサーを含む24人の出演者と人工知能で制御された24体の大型ディスプレイ搭載ロボットによるパフォーマンスが行われた。
24名の出演者は、全員北京体育大学の学生が務めた。ローラースケートを用いスケート競技を模し、画面上の動作に合わせて滑走するほか、中国結びや龍、鳳凰、次回北京大会のエンブレムなどを軌跡で描く演出を行った。ディスプレイには万里の長城や鳥の巣、中国国家大劇院など北京市各地の名所、歴代の冬季五輪開催地のエンブレム（1972年の第11回札幌大会や1998年の第18回長野大会のものを含む）や天宮、世界の子どもたちが映された。
パンダがメールを届ける演出の中、中国の市民やスポーツ選手、和諧号の乗務員、ロボット倉庫の作業員、京劇俳優、旗を一斉に振るロボットなどによるビデオメッセージが流された。このビデオの最後、中国の指導者の習近平国家主席（党総書記）が「私と全中国の人民は、全世界の皆様を歓迎します。2022年に北京で会いましょう」と述べた。
地上に中国のSNSで公募された6000万通の応援メッセージを送った投稿者の顔写真が次々と映され、出演者が「2022」を描き北京大会の紹介を締めくくった。

## 閉会宣言・聖火消火
李熙範平昌五輪・パラリンピック組織委員長の挨拶に続き、IOCのトーマス・バッハ会長が閉会を宣言した。

## 日本での放送
NHK総合テレビとEテレにて生中継で放送（同日19:30 - 22:06）。進行役のアナウンサーは冨坂和男、鳥海貴樹、杉浦友紀の3人。ゲストは上村愛子が出演した。